# William Abraham (General)
William Ernest Victor „WEVA“ Abraham, Kt, CBE (* 21. August 1897; † 6. Februar 1980) war ein britischer Generalmajor der British Army, Geologe und Wirtschaftsmanager.

## Leben
Abraham absolvierte nach dem Besuch des Methodist College Belfast ein Studium der Geologie am Royal College of Science for Ireland in Dublin und war danach zwischen 1920 und 1937 als Geologe für die Burmah Oil Company Limited in Burma und Britisch-Indien tätig. Daneben trat er 1920 in die britische Freiwilligenarmee in Burma (Burma Auxiliary Force) ein und wurde 1927 zum Second Lieutenant, 1930 zum Lieutenant, 1932 zum Captain sowie 1933 zum Major befördert. Nach seiner ebenfalls 1933 erfolgten Beförderung zum Lieutenant-Colonel war er von 1933 bis 1938 Kommandeur des Upper Burma Battalion der Burma Auxiliary Force. Nachdem 1937 seine Beförderung zum Honorary Colonel erfolgt war, schied er 1938 aus dem Dienst dieser Freiwilligeneinheit.
Nach seiner anschließenden Rückkehr nach Großbritannien trat Abraham der Notreserve der Heeresoffiziere bei und wurde 1938 dem 1. Ranger-Bataillon des King’s Royal Rifle Corps zugeordnet. Nach dem Eintritt Großbritanniens in den Zweiten Weltkrieg wurde er 1940 in den aktiven Militärdienst berufen und war zunächst Second Lieutenant bei den Royal Engineers. Kurz darauf war er Absolvent eines Lehrgangs für Stabsoffiziere am Staff College Minley Manor und fand nach deren Beendigung 1940 zunächst Verwendung als Stabsoffizier im Kriegsministerium (War Office), wo er seit dem 20. Juni 1941 Assistent des Generalquartiermeisters für Truppenbewegungen war.
Am 20. September 1941 in den temporären Rang eines Lieutenant-Colonel und substanziellen Rang eines Major befördert, wurde er zum Stab von General Archibald Wavell versetzt, der zunächst Oberbefehlshaber im Nahen Osten (Commander-in-Chief in Middle East Command) und danach Oberbefehlshaber in Indien (Commander-in-Chief in India) war. Für seine Leistungen im Mittleren Osten wurde er zweimal mentioned in despatches und als Officer des Order of the British Empire (OBE) ausgezeichnet. Am 30. Januar 1943 erhielt er den kommissarischen Rang eines Colonel und am 30. Juli 1943 wurde er in den temporären Rang eines Colonel und substanziellen Rang eines Lieutenant-Colonel befördert. Für seinen Einsatz in Tunesien wurde er zum Commander des Order of the British Empire (CBE) erhoben.
Vom 4. Dezember 1943 bis 1945 war er Erster Generalstabsoffizier im Büro der Leitenden Verwaltungsoffiziere im Armeehauptquartier in Britisch-Indien und erhielt dort am 1. August 1944 die Beförderung zum kommissarischen Major-General. Zuletzt war er während des Zweiten Weltkrieges 1945 Comptroller General der Militärwirtschaft im Armeehauptquartier in Britisch-Indien.
Nach Kriegsende schied Abraham aus dem Armeedienst aus, nahm seine Beschäftigung bei der Burmah Oil Company Limited wieder auf und trat 1955 als deren Geschäftsführer in den Ruhestand. Er war zwischen 1961 und 1970 Laienrichter am Wettbewerbsgericht (Restrictive Practices Court) sowie von 1962 bis 1977 Vorsitzender der Veteranenorganisation Burma Star Association, deren Vizepräsident auf Lebenszeit er im Anschluss wurde. Am 10. Juni 1977 wurde er zum Knight Bachelor (Kt) geschlagen und führte seither das Prädikat „Sir“.
Aus seiner 1928 geschlossenen ersten Ehe mit Susan Jeanette Bidwell († 1965) hatte er einen Sohn und zwei Töchter. Seine zweite Ehe mit Rosemary Eustace (um 1915–2019) blieb kinderlos. Sein Sohn Thomas Edwin Bidwell Abraham (1933–1976) heiratete 1958 Hon. Juliet Jane Margaretta Moynihan (1934–2006), eine Tochter von Patrick Moynihan, 2. Baron Moynihan.

## Veröffentlichung
- Time off for war. The recollections of a wartime Staff Officer. 1982.